# Saison 2 de The Mindy Project
Chronologie
Saison 1 Saison 3
Cet article présente les épisodes de la deuxième saison de la série télévisée américaine The Mindy Project.

## Généralités
- Aux États-Unis, cette deuxième saison a été diffusée du 17 septembre 2013 au 6 mai 2014 sur le réseau FOX[1]
- Au Canada, la saison a été diffusée en simultané sur le réseau Citytv.
- En France, cette deuxième saison a été diffusée du 2 janvier 2015 au 30 janvier 2015 sur Comédie +.

## Synopsis
Une femme qui, en dépit d'une carrière couronnée de succès, a désespérément besoin de rompre de mauvaises habitudes dans sa vie personnelle.

## Distribution

### Acteurs principaux
- Mindy Kaling (VF : Audrey Sablé) : Mindy Lahiri
- Chris Messina (VF : Xavier Fagnon) : Danny Castellano
- Zoe Jarman (en) (VF : Claire Baradat) : Betsy Putch
- Ed Weeks (en) (VF : Stéphane Pouplard) : Jeremy Reed
- Ike Barinholtz (VF : Serge Faliu) : Morgan Tookers
- Beth Grant (VF : Françoise Pavy) : Infirmière Beverley Janoszewski
- Xosha Roquemore (VF : Fily Keita) : Tamara[2]
- Adam Pally (VF : Jérémy Prévost) : Peter Prentiss[3],[4]

### Acteurs récurrents et invités
- Anders Holm (VF : Benoit Du Pac) : Casey
- Chloë Sevigny (VF : Sybille Tureau) : Christina
- James Franco (VF : Philippe Valmont) : Dr Paul Leotard[5]
- Kris Humphries : lui-même
- Glenn Howerton (VF : Martial Le Minoux) : Cliff Gilbert[6]
- Timothy Olyphant (VF : Jean-Pierre Michaël) : Graham Logan[7]
- Ben Feldman (VF : Fabrice Fara) : Jason[8]
- Kendra Wilkinson : elle-même[9]
- Vanessa Bayer (VF : Zoé Bettan) : Mary[10]
- Larenz Tate : Tracy[11]
- Jenna Elfman (VF : Maïk Darah) : Priscilla[12]
- Max Minghella (VF : Paolo Domingo) : Richie[13]
- Anna Gunn (VF : Nathalie Régnier) : Sheila Hamilton[14]
- Maria Menounos (VF : Ethel Houbiers): elle-même[15]
- Joanna Garcia Swisher : Sally Prentice, sœur de Peter[16]
- Dan Hedaya : Alan Castellano[17]
- Jenna Dewan-Tatum (VF : Karine Foviau) : Brooke[18]
- Max Greenfield (VF : Sébastien Desjours) : Lee[19]
- Tim Daly (VF : Cyrille Monge) : Charlie Lang[20]

## Épisodes

### Épisode 1:Une nouvelle vie
- États-Unis /  Canada : 17 septembre 2013 sur FOX[1] / Citytv
- France : 2 janvier 2015 sur Comédie +

- États-Unis : 3,83 millions de téléspectateurs[21] (première diffusion)

- Anders Holm (Casey)
- Chloë Sevigny (Christina)
- James Franco (Dr Paul Leotard)

### Épisode 2:Le Nouveau "Dr. L"
- États-Unis /  Canada : 24 septembre 2013 sur FOX / Citytv
- France : 2 janvier 2015 sur Comédie +

- États-Unis : 2,94 millions de téléspectateurs[22] (première diffusion)

- Anders Holm (Casey)
- Chloë Sevigny (Christina)
- James Franco (Dr Paul Leotard)
- Bill Hader (Tom)
- Kris Humphries (lui-même)

### Épisode 3:Le Festival de musique
- États-Unis /  Canada : 1er octobre 2013 sur FOX / Citytv
- France : 2 janvier 2015 sur Comédie +

- États-Unis : 2,86 millions de téléspectateurs[23] (première diffusion)

- Anders Holm (Casey)
- Adam Pally (Peter)

### Épisode 4:Magic Morgan
- États-Unis /  Canada : 8 octobre 2013 sur FOX / Citytv
- France : 2 janvier 2015 sur Comédie +

- États-Unis : 2,89 millions de téléspectateurs[24] (première diffusion)

- Anders Holm (Casey)
- Adam Pally (Peter)
- Glenn Howerton (Cliff)

### Épisode 5:Soirée saucisse
- États-Unis /  Canada : 15 octobre 2013 sur FOX / Citytv
- France : 9 janvier 2015 sur Comédie +

- États-Unis : 2,73 millions de téléspectateurs[25] (première diffusion)

- Glenn Howerton (Cliff)
- Mark Duplass (Brendan)
- Ben Feldman (Jason)
- Chloë Sevigny (Christina)
- Amy Vorpahl (Flight Attendant)
- Tarina Pouncy (Female Cop)
- Donnell Turner (Male Cop)
- Nanci Filipelli (Attractive Woman)

### Épisode 6:Le Club des mecs
- États-Unis /  Canada : 22 octobre 2013 sur FOX / Citytv
- France : 9 janvier 2015 sur Comédie +

- États-Unis : 2,69 millions de téléspectateurs[26] (première diffusion)

- Ben Feldman (Jason)
- Kendra Wilkinson (Marie)
- Josh Peck (Ray Ron)
- Dana White (lui-même)

### Épisode 7:Yo, viens skater avec moi
- États-Unis /  Canada : 5 novembre 2013 sur FOX / Citytv
- France : 9 janvier 2015 sur Comédie +

- États-Unis : 2,88 millions de téléspectateurs[27] (première diffusion)

- Timothy Olyphant (Graham)
- Vanessa Bayer (Mary)
- Alan Dale (Alfred)
- Jae Suh (Anna)
- Randall Park (Colin)
- Nick Steel (Chaz)
- Abby Ryder Fortson (Clementine)

### Épisode 8:Vous avez un sexto
- États-Unis /  Canada : 12 novembre 2013 sur FOX / Citytv
- France : 9 janvier 2015 sur Comédie +

- États-Unis : 2,66 millions de téléspectateurs[28] (première diffusion)

- Ellie Kemper (Heather)
- Glenn Howerton (Cliff Gilbert)
- Sarah Burns (Amy)
- Jane Macfie (Doris)
- Xenis Deli (Yana)

### Épisode 9:Mindy raciste
- États-Unis /  Canada : 19 novembre 2013 sur FOX / Citytv
- France : 16 janvier 2015 sur Comédie +

- États-Unis : 2,4 millions de téléspectateurs[29] (première diffusion)

- Glenn Howerton (Cliff)
- Mark Duplass (Brendan)
- Jay Duplass (Duncan)
- Larenz Tate (Tracy)
- Jenna Elfman (Priscilla)
- Josh Peck (Ray Ron)
- Missi Pyle (Nancy)
- Robert Mukes (Big Meat)
- Jerry Adams (Jerry)

### Épisode 10:Les Célibattants
- États-Unis /  Canada : 26 novembre 2013 sur FOX / Citytv
- France : 16 janvier 2015 sur Comédie +

- États-Unis : 2,66 millions de téléspectateurs[30] (première diffusion)

- Tommy Dewey (Josh)
- Max Minghella (Richie)
- Shawne Merriman (lui-même)
- C.J. Wilson (lui-même)
- Katie Wee (Cheesy Girl)
- Chuck Lacey (Piano Teacher)
- Matt Houston (Man in Robe)
- Michelle Rose (Corinne)

### Épisode 11:La Sexe-fête de Noël
- États-Unis /  Canada : 3 décembre 2013 sur FOX / Citytv
- France : 16 janvier 2015 sur Comédie +

- États-Unis : 2,34 millions de téléspectateurs[31] (première diffusion)

- Glenn Howerton (Cliff Gilbert)
- Mark Duplass (Brendan Deslaurier)
- Maria Menounos (elle-même)
- Seth Ayott (Tree Salesman)
- Burl Moseley (Ethiopian Man)
- Michael St. Clair (Sea Captain)

### Épisode 12:En forme avec Danny
- États-Unis /  Canada : 7 janvier 2014 sur FOX [32] / Citytv
- France : 16 janvier 2015 sur Comédie +

- États-Unis : 2,62 millions de téléspectateurs[33] (première diffusion)

- Glenn Howerton (Cliff)
- Michael Villar (Delivery Man)

### Épisode 13:Los Angeles
- États-Unis /  Canada : 14 janvier 2014 sur FOX / Citytv
- France : 23 janvier 2015 sur Comédie +

- États-Unis : 2,47 millions de téléspectateurs[34] (première diffusion)

- Glenn Howerton (Cliff Gilbert)
- Anders Holm (Casey)
- Max Minghella (Richie Castellano)
- James Adam Lim (Sales Guy)
- Pat O'Brien (lui-même)
- Lou Ferrigno, Jr. (Cheesy Guy)
- Charissa Woodall (Check-in Lady)
- Ashley McCarthy (List Lady)

### Épisode 14:Remise en question
- États-Unis /  Canada : 21 janvier 2014 sur FOX / Citytv
- France : 23 janvier 2015 sur Comédie +

- États-Unis : 3,02 millions de téléspectateurs[35] (première diffusion)

- Dan Hedaya (Alan Castellano)

### Épisode 15:Embrasse-moi, idiot
- États-Unis /  Canada : 1er avril 2014 sur FOX[36] / Citytv
- France : 23 janvier 2015 sur Comédie +

- États-Unis : 1,88 million de téléspectateurs[35] (première diffusion)

- Glenn Howerton (Cliff)

### Épisode 16:Sextape, mensonges et méningite
- États-Unis /  Canada : 1er avril 2014 sur FOX[36] / Citytv
- France : 23 janvier 2015 sur Comédie +

- États-Unis : 1,87 million de téléspectateurs[35] (première diffusion)

- Max Minghella (Richie)
- Bill Hader (Tom)
- Rob Huebel (Andrew)

### Épisode 17:Sexe, mensonges et sentiments
- États-Unis /  Canada : 8 avril 2014 sur FOX / Citytv
- France : 23 janvier 2015 sur Comédie +

- États-Unis : 2,26 millions de téléspectateurs[37] (première diffusion)

- Jenna Dewan-Tatum (Brooke)

### Épisode 18:La Vulve d'or
- États-Unis /  Canada : 8 avril 2014 sur FOX / Citytv
- France : 30 janvier 2015 sur Comédie +

- États-Unis : 2,36 millions de téléspectateurs[37] (première diffusion)

- Anna Gunn (Sheila Hamilton)

### Épisode 19:Coach sentimental
- États-Unis /  Canada : 15 avril 2014 sur FOX / Citytv
- France : 30 janvier 2015 sur Comédie +

- États-Unis : 1,95 million de téléspectateurs[38] (première diffusion)

- Max Greenfield (Lee)

### Épisode 20:Officier et gynéco
- États-Unis /  Canada : 22 avril 2014 sur FOX / Citytv
- France : 30 janvier 2015 sur Comédie +

- États-Unis : 2,14 millions de téléspectateurs[39] (première diffusion)

- Tim Daly (Charlie Lang)
- Peter MacNicol (Rabbi Adler)
- BK Cannon (Jenny)
- Joanna Garcia Swisher (Sally Prentice)

### Épisode 21:Une Nouvelle Voisine
- États-Unis /  Canada : 29 avril 2014 sur FOX / Citytv
- France : 30 janvier 2015 sur Comédie +

- États-Unis : 2,20 millions de téléspectateurs[40] (première diffusion)

- Tim Daly (Charlie Lang)
- Tracey Wigfield (Lauren)

### Épisode 22:Danny et Mindy
- États-Unis /  Canada : 6 mai 2014 sur FOX[41] / Citytv
- France : 30 janvier 2015 sur Comédie +

- États-Unis : 2,48 millions de téléspectateurs[42] (première diffusion)

Tim Daly (Charlie Lang)

## Audiences aux États-Unis
| N° d'épisode | Titre original                            | Titre français                    | Chaîne | Date de diffusion originale | Audience (en millions de téléspectateurs) | Pdm sur les 18-49 ans |
| ------------ | ----------------------------------------- | --------------------------------- | ------ | --------------------------- | ----------------------------------------- | --------------------- |
| 1            | "All My Problems Solved Forever..."       | "Une nouvelle vie"                | FOX    | 17 septembre 2013           | 3.83                                      | 1.9                   |
| 2            | "The Other Dr. L"                         | "Le nouveau "Dr. L""              | FOX    | 24 septembre 2013           | 2.94                                      | 1.5                   |
| 3            | "Music Festival"                          | "Le festival de musique"          | FOX    | 1er octobre 2013            | 2.86                                      | 1.5                   |
| 4            | "Magic Morgan"                            | "Magic Morgan"                    | FOX    | 8 octobre 2013              | 2.89                                      | 1.4                   |
| 5            | "Wiener Night"                            | "Soirée saucisse"                 | FOX    | 15 octobre 2013             | 2.73                                      | 1.4                   |
| 6            | "Bro Club For Dudes"                      | "Le club des mecs"                | FOX    | 22 octobre 2013             | 2.69                                      | 1.3                   |
| 7            | "Sk8er Man"                               | "Yo, viens skater avec moi"       | FOX    | 5 novembre 2013             | 2.88                                      | 1.5                   |
| 8            | "You've Got Sext"                         | "Vous avez un sexto"              | FOX    | 12 novembre 2013            | 2.66                                      | 1.4                   |
| 9            | "Mindy Lahiri is a Racist"                | "Mindy raciste"                   | FOX    | 19 novembre 2013            | 2.40                                      | 1.2                   |
| 10           | "Wedding Crushers"                        | "Les célibattants"                | FOX    | 26 novembre 2013            | 2.66                                      | 1.4                   |
| 11           | "Christmas Party Sex Trap"                | "La sexe-fête de Noël "           | FOX    | 3 décembre 2013             | 2.34                                      | 1.2                   |
| 12           | "Danny Castellano Is My Personal Trainer" | "En forme avec Danny"             | FOX    | 7 janvier 2014              | 2.62                                      | 1.3                   |
| 13           | "L.A"                                     | "Los Angeles"                     | FOX    | 14 janvier 2014             | 2.47                                      | 1.1                   |
| 14           | "The Desert"                              | "Remise en question"              | FOX    | 21 janvier 2014             | 3.02                                      | 1.5                   |
| 15           | "French Me, You Idiot"                    | "Embrasse-moi, idiot"             | FOX    | 1er avril 2014              | 1.88                                      | 1.0                   |
| 16           | "Indian BBW"                              | "Sextape, mensonges et méningite" | FOX    | 1er avril 2014              | 1.87                                      | 1.0                   |
| 17           | "Be Cool"                                 | "Sexe, mensonges et sentiments"   | FOX    | 8 avril 2014                | 2.26                                      | 1.0                   |
| 18           | "Girl Crush"                              | "La vulve d'or"                   | FOX    | 8 avril 2014                | 2.33                                      | 1.1                   |
| 19           | "Think Like Peter"                        | "Coach sentimental"               | FOX    | 15 avril 2014               | 1.95                                      | 1.0                   |
| 20           | "An Officer and a Gynecologist"           | "Officier et gynéco"              | FOX    | 22 avril 2014               | 2.14                                      | 1.0                   |
| 21           | "The Girl Next Door"                      | "Une nouvelle voisine"            | FOX    | 29 avril 2014               | 2.20                                      | 1.1                   |
| 22           | "Danny and Mindy"                         | "Danny et Mindy"                  | FOX    | 6 mai 2014                  | 2.48                                      | 1.3                   |